# Северная Индия
Северная Индия — включает штаты Химачал-Прадеш, Пенджаб, Харьяна, Уттар-Прадеш, Раджастхан, Чхаттисгарх, Уттаракханд, Мадхья-Прадеш, союзные территории Джамму и Кашмир и Ладакх.

## Климат
Северная Индия находится главным образом в северной умеренной зоне нашей планеты. Несмотря на прохладную или холодную зиму, жаркое лето и умеренные муссоны, Северная Индия является одним из наиболее климатически разнообразных регионов на Земле. Экстремальные температуры в диапазоне от −45° в Драсе, Ладакх до 50,6° в Раджастхане. Драс является вторым самым холодным обитаемым местом на планете.

## История
В 1826 году Саид Ахмад Барелви вместе со своим сторонниками прибыл в Пешавар. При помощи местных пуштунских племён ему удалось ненадолго захватить власть и создать в Пешаваре государство, живущее по законам шариата. Однако в конце 1830 недовольство местного населения налоговой политикой переросло в восстания и вынужденному бегству Барелви и его сторонников.